# Belvís de Monroy
Belvís de Monroy é um município da Espanha na comarca de Campo Arañuelo, província de Cáceres, comunidade autónoma da Estremadura. Tem 45 km² de área e em 2021 tinha 745 habitantes (densidade: 16,6 hab./km²). Faz parte da Mancomunidade de Campo Arañuelo.

## Demografia
| Variação demográfica do município entre 1991 e 2004 [carece de fontes?] | Variação demográfica do município entre 1991 e 2004 [carece de fontes?] | Variação demográfica do município entre 1991 e 2004 [carece de fontes?] | Variação demográfica do município entre 1991 e 2004 [carece de fontes?] |
| ----------------------------------------------------------------------- | ----------------------------------------------------------------------- | ----------------------------------------------------------------------- | ----------------------------------------------------------------------- |
| 1991                                                                    | 1996                                                                    | 2001                                                                    | 2004                                                                    |
| 550                                                                     | 619                                                                     | 664                                                                     | 616                                                                     |